# Klaus Brausch
Klaus Brausch (* 4. Februar 1943 in Xanten) ist ein deutscher Postbeamter und Kommunalpolitiker.

## Leben
Als Sohn des Xantener Originals Wilhelm Brausch (1913–1992) startete Brausch 1957 seine berufliche Karriere beim Postamt Xanten als Postjungbote. Er ließ sich vom Niederrhein nach Remscheid versetzen und legte die Prüfung für den mittleren Dienst ab. Mit einer Versetzung nach Wuppertal, wo er ab 1964 auch seinen Wohnsitz hat (ab 1967 in Heckinghausen), schloss sich die Prüfung zum gehobenen Dienst an. Von 1976 bis 1988 leitete Klaus Brausch das Ronsdorfer Postamt. Während dieser Zeit engagierte er sich gewerkschaftlich in der Deutschen Postgewerkschaft und in der Personalvertretung.
In die Sozialdemokratische Partei Deutschlands (SPD) trat Brausch 1969 ein und wurde im Jahr darauf zum Vorsitzenden des SPD-Ortsvereins Heckinghausen-Heidt sowie zum Bezirksvorsteher der damaligen Bezirksvertretung Barmen-Südost (Barmen, Heidt, Heckinghausen, Laaken) gewählt. Diese Funktionen hatte er bis 1980 inne, blieb danach bis 1988 stellvertretender Vorsitzender. Ab 1975 hatte Brausch einen Sitz im Rat der Stadt Wuppertal und wurde später zum stellvertretenden SPD-Fraktionsvorsitzenden gewählt. 1980 wurde er in die Landschaftsversammlung Rheinland (LVR) entsendet, deren hauptamtlicher SPD-Fraktionsgeschäftsführer er 1988 wurde. Damit machte er sein Ehrenamt zum Beruf und schied aus dem Stadtrat und aus dem Postdienst aus. Den LVR hat Brausch von 1990 bis 1999 als beratendes Mitglied im Bezirksplanungsrat des Regierungsbezirkes Düsseldorf vertreten. Zusammen mit dem Landtagsabgeordneten Uwe Herder (SPD) hatte Brausch sich für die Umsetzung des Lärmschutzes an der Bundesautobahn 46 und dem Burgholztunnel an der Landesstraße 418 bei der Straßenbauverwaltung des LVR eingesetzt.
Brausch engagierte sich stark im Stadtteil Heckinghausen, im Bezirksverein Heckinghausen war er ab 1976 Beiratsmitglied. Unter seiner Initiative wurden der Ausbau des Murmelbachtalteiches, die Errichtung des Gebäudes des Bahnhofs Wuppertal-Oberbarmen, die Verhinderung von Bau- und Supermärkten und die Sicherung der Nahversorgung bewerkstelligt. Im Schwimmbad, dem Stadtbad Auf der Bleiche, organisierte er Schwimmfeste für Kinder und Jugendliche. Als die Schließung des Bades drohte, setzte sich Brausch vehement für den Erhalt ein und verfolgte das Ziel, die kriegszerstörte ehemalige Herrenschwimmhalle zu einer Mehrzweckhalle umzubauen. Diesem Ziel dienten von 1987 bis Sommer 1994 55 „Bleiche-Abende“ mit unterschiedlichen Referenten und Themen – und rund 3000 Gästen. In über 200 Veranstaltungen wurden mehr als 4500 Besucher gezählt. Die Schließung des Schwimmbades 1993 konnte Brausch aber nicht verhindern, es wurde aber 1992 als Baudenkmal anerkannt und zu einem Altenheim umgebaut. Kulturelle Veranstaltungen organisierte Brausch danach im damaligen Naturfreunde-Stadtheim an der Wernerstraße in Unterbarmen.
Den Vorsitz der Wuppertaler Naturfreunde übernahm Brausch im Juni 1991 und schied aus diesem Amt im Mai 2003 aus, als er nicht mehr kandidierte. Danach legte er den Schwerpunkt seiner ehrenamtlichen Tätigkeit auf die Deutsch-Tschechische und -Slowakische Gesellschaft und wurde wechselweise stellvertretender Vorsitzender, ehrenamtlicher Geschäftsführer und Schatzmeister. Ab 2004 führt er hier den Landesverband Nordrhein-Westfalen. 2005 übernahm Brausch den Vorsitz des Wuppertaler Freundeskreises Košice, das seit 1980 Wuppertals Partnerstadt in der Slowakei ist, vom späteren Ehrenvorsitzenden Alfred Howad. Brausch gilt zusammen mit Alfred Howad und Ernst-Andreas Ziegler als Mitbegründer der Städtepartnerschaft mit Košice.
Für sein ehrenamtliches Engagement, auch als Schöffe beim Landgericht und in der Kammer für Kriegsdienstverweigerer, wurde Klaus Brausch am 7. März 2002 das Bundesverdienstkreuz 1. Klasse verliehen.
Als langjähriger Geschäftsführer im Landschaftsverband Rheinland (LVR) schied im März 2007 Brausch aus dem Berufsleben aus und ging in den Ruhestand.

## Auszeichnungen und Ehrungen
- 2002: Bundesverdienstkreuz 1. Klasse, das ihm am 7. März verliehen wurde.[1]
- 2004: Silberne Plakette des Ministeriums für Auswärtige Angelegenheiten der Slowakischen Republik, verliehen durch den Außenminister der Slowakischen Republik im September 2004.[1]
- 2004: Goldene Plakette des Botschafters der Slowakischen Republik, verliehen durch den Slowakischen Botschafter in Rom im September 2004.[1]
- 2011: Europa-Lilie für bürgerschaftliches Engagement von der Europa-Union Deutschland ging an Klaus und Roswitha Brausch.[6]